# Dacci un taglio
Dacci un taglio (Nappily Ever After) è un film del 2018 diretto da Haifaa Al Mansour.

## Trama
Violet è una donna che ha all'apparenza tutto quello che ha sempre desiderato: un'importante relazione e una carriera importante. Ma dopo un incidente avvenuto in un salone di bellezza, capisce che deve riconsiderare tutta la propria vita.

## Distribuzione
Il film è stato distribuito da Netflix a partire dal 21 settembre 2018.